# نشر نی
نشرِ نی ناشر کتاب ایرانی و از شناخته‌شده‌ترین ناشران عمومی ایران است. نشر نی در ۱۳۶۳ تأسیس شده و تاکنون در حوزه‌هایی چون ادبیات، علوم اجتماعی، علوم سیاسی، حقوق، اقتصاد، مدیریت، دین، فلسفه، تاریخ، روان‌شناسی، علوم طبیعی و هنر بیش از ۱۵۰۰ عنوان کتاب راهی بازار نشر کرده‌است.

## تأسیس
نشر نی حاصل تلاش و سرمایهٔ مشترک گروهی از روزنامه نگاران و فعالان نشر بود. جلال رفیع در این باره می‌گوید: «در سال ۶۳ من و تعدادی از دوستانم از جمله احمد ستاری، عبدالعلی رضایی و احمد سام و منصور آسیم نشر نی را تأسیس کردیم. که چند سال بعد به دلیل کمی وقت به همراه سام از هیئت مدیره نشر نی استعفا دادیم.»
از جمله این افراد جعفر همایی بود که پس از فعالیت کوتاهی در انتشارات امیرکبیر و راه اندازی انتشارات روزنامهٔ اطلاعات، به فکر یک بنگاه انتشاراتی خصوصی افتاد. به نوشتهٔ سایت روزآهنگ پس از استعفای برخی از مؤسسان و درگیری برخی دیگر، ادامهٔ فعالیت نشر نی بر عهدهٔ همایی بود که تا امروز مدیرعامل انتشار است.»

## توزیع و فروش
کتابفروشی نشر نی در خیابان کریمخان زند، از کتابفروشی‌های معروف شهر تهران بود. با تعطیلی این فروشگاه در سال ۱۳۸۹، جعفر همایی ناگزیر از توضیح شد: «اولاً ما ورشکست نشده‌ایم و وضعمان الحمدلله والمنه خیلی هم خوب است به لطف پروردگار؛ دو دیگر آن که فروش مغازه هیچ ربطی به حذف سوبسیت نداشته بلکه خودمان و سایر همکاران، شش سنه پیش از این فی معرض کتاب الدولی فی طهران اعلامیه صادر کردیم و مهر نمودیم که دولت فخیمه سوبسیت را قطع نماید. اهم دلیلش هم این بود که اموال متعلق به هفتاد هزار کرور نفوس را به چند صد، ولو چند هزار نفر دادن توجیه شرعی ندارد و از این روکار مطبعه جات بی برکت گشته بود و هرچه وزیر محترم وقت پیغام فرستاد که این قالی قرمز را از زیر پای ناشران نکشید، ما همچنان اصرار ورزیدیم و این مهم به انجام رسید الحمدلله؛ و سیم آن که دیگر حجرات کتابفروشی که در راسته کریم خان زند عفالله عنه چرا تعطیل گشته یا می‌خواهد بشود… ولی قصد خودمان این است و دلیل مان نیز که به دلیل کمبود جا برای انبار کتب و محل فروش و امور مکتب و تحریریه و چرتکه خانه و از آنجا که عمرمان در بیست و پنجم تیرماه سال جاری از پنجاه و شش گذشته و قوه جوانی رو به افول نموده و آمد و شد برایمان سخت شده خواستیم همه امورمان را در یک محل جمع آوریم و در آینده نزدیک انشاءلله حدود یکسال و اندی بعد حجره فروش کتب در محلی دیگر دایر خواهد گشت.»
کتاب‌های این انتشارات از کتاب‌های پرفروش بازار نشر در ایران هستند. با این حال اواخر سال ۱۳۹۳، مدیرعامل نشر نی با انتشار یادداشتی از سیاست کاهش تیراژ کتاب دفاع کرد و اعلام کرد «محدودکردن تیراژ و تجدید چاپ «دلایل منطقی» دارد و درنهایت به نفع ناشر و پدیدآورنده و خواننده است. اول، هزینه‌های انبارداری، حمل‌ونقل و خواب سرمایه را کاهش می‌دهد؛ دوم، امکان استفاده از فناوری «چاپ دیجیتال» را برای رسیدن به اهداف اقتصادی فوق فراهم می‌آورد؛ سوم، با چاپ نوبتی کتاب از فراموش شدن آن و تبدیلش به سرمایهٔ ازدست‌رفته جلوگیری می‌شود.»
از زمان انتشار کتاب اقتصاد کلان دکتر فریدون تفضلی تاکنون، بسیاری از کتاب‌های نی در علوم انسانی منبع درسی دانشگاهی به‌شمار می‌آیند.» غرفهٔ نشر نی در نمایشگاه کتاب تهران ۱۳۹۳ از لحاظ تعداد تراکنش بانکی مقام اول را کسب کرد.

## سیاست‌ها
نشر نی از ناشران پیگیر در مبارزه با قاچاق کتاب و نقض حقوق ناشران است. در زمستان ۱۳۹۸ نشر نی و نشر مرکز در اقدامی مشترک با انتشار فهرست نشانی و تلفن کتابفروشی‌های سراسر کشور حمایت خود را از ادامهٔ حیات کتابفروشی‌های کشور اعلام کردند.
نشر نی از جمله ۳۰۰ ناشر ایرانی بود که در انتخابات دوازدهمین دورهٔ انتخابات ریاست‌جمهوری در حمایت از دکتر حسن روحانی بیانیهٔ مشترک منتشر کردند.